# Reprua
Reprua – rzeka w Abchazji, uchodząca do Morza Czarnego. Jej długość wynosi zaledwie 18 m (według niektórych źródeł: 27 m). Przez to została uznana za najkrótszą rzekę świata.